# Phaeostachys schmitzi
Phaeostachys schmitzi is een mosdiertjessoort uit de familie van de Escharinidae. De wetenschappelijke naam van de soort is voor het eerst geldig gepubliceerd in 1909 door Norman.